# Longyuan Power
Die Longyuan Power oder China Longyuan Power Group ist ein chinesisches Unternehmen der Energieerzeugung und der größte Erzeuger von Windkraft in China und Asien. Die Aktie ist Teil des RENIXX Index.

## Geschichte
Das Unternehmen wurde 1993 gegründet und gehörte ursprünglich zur National Energy Administration und damit zur Ministry of Power Industry, der ehemaligen State Power Corporation. Diese war bis 2017 als China Guodian Corporation bekannt und wurde nach einer Fusion mit der Shenhua Group Teil der China Energy Investment (CHN Energy). Im Jahre 2009 wurde das Unternehmen nach einem Börsengang in Hongkong als „erstes gelistetes neues Energie-Unternehmen der PRC“ bekannt.

## Besitzverhältnisse
Das Unternehmen hat diverse Aktienarten ausgegeben mit unterschiedlicher Gewichtung der Stimmrechte (Klasse A und Klasse H). China Energy Investment hält zwar per Ende 2023 nur 58,56 % der Gesamtanteile, verfügt jedoch über die gewichtigen A-Aktien über 97,36 % der relevanten Aktienklasse.